# Jesús Mata
Jesús Mata (c. 1963) es un locutor venezolano del estado Trujillo. También es líder comunitario y defensor de derechos humanos, además de dirigente del partido Un Nuevo Tiempo. En las elecciones regionales de Venezuela de 2021, fue postulado como diputado suplente de la coalición opositora de la Mesa de la Unidad Democrática por el circuito 1 del Consejo Legislativo del estado Trujillo.
El 2 de agosto de 2024, pocos días después de las elecciones presidenciales de Venezuela y de protestas poselectorales, fue arrestado por una comisión mixta de fuerzas de seguridad en su hogar en Boconó, cerca del mercado municipal en el sector Barzalito, y trasladado al comando de la Guardia Nacional Bolivariana (GNB) en la calle Jáuregui. Mata fue excarcelado tres meses después de la cárcel de Tocuyito en el estado Carabobo, el 16 de noviembre, junto con otras personas detenidas en las mismas circunstancias. Para esa fecha, el último reporte de la organización de derechos humanos Foro Penal había registrado a 1 963 detenciones post electorales.